# 183e division d'infanterie d'Afrique
Pour les articles homonymes, voir 183e division.
La 183e division d'infanterie d'Afrique (183e DIA) est une grande unité de l'Armée de terre française formée en Algérie pendant la période coloniale française au début de la Seconde Guerre mondiale.

## Historique
La division est créée en septembre 1939 dans le département de Constantine. Il s'agit d'une division dite de protection, peu apte à mener des opérations offensives. Restée dans ce département, elle est dissoute en juillet 1940, sans avoir combattu.

## Composition
- Infanterie :
  - 23e régiment de zouaves, mobilisé fin août 1939 à Constantine[4]
  - 15e régiment de tirailleurs sénégalais, faisant partie avant-guerre de la division de Constantine[5]
  - certaines sources indiquent un bataillon de marche de tirailleurs sénégalais[5]
  - compagnie portée du 1er régiment étranger d'infanterie[6],[7]
- Artillerie : 387e régiment d'artillerie d'Afrique puis groupe autonome d'artillerie 183
  - Le 387e régiment d'artillerie d'Afrique (387e RAA) est créé à deux groupes début septembre 1939 à Constantine et Batna, à partir du IIIe groupe du 67e régiment d'artillerie d'Afrique. Le IIe groupe forme en décembre[8] le groupe autonome d'artillerie 183[6],[7] et le Ier groupe devient en avril 1940 le IVe groupe du 288e régiment d'artillerie[9].
- Cavalerie :
  - 183e groupe de reconnaissance de division d'infanterie, formé le 1er mars 1940 sur le type outremer réduit, il s'agit de l'ancien groupement autonome hippomobile du 3e régiment de chasseurs d'Afrique[10]
  - un escadron de cavalerie (provenance inconnue)[6]

## Sources et bibliographie
1. ↑  Éric de Fleurian, « Deuxième guerre mondiale, campagne de France 1939-1940 : participation des régiments de tirailleurs », sur les-tirailleurs.fr, 8 mars 2016 (consulté le 13 décembre 2023)
2. ↑  Louis-Christian Michelet, « Pouvait-on Réellement, En Juin 1940, Continuer La Guerre En Afrique Du Nord? », Guerres mondiales et conflits contemporains, no 174,‎ 1994, p. 143–160 (ISSN 0984-2292, lire en ligne, consulté le 13 décembre 2023)
3. ↑  Jacques Belle, La défaite française, un désastre évitable: Le 16 juin 1940, non à l'armistice!, Economica, 2007 (ISBN 978-2-7178-5693-4, lire en ligne), p. 16
4. ↑  Éric de Fleurian, « 22e régiment de zouaves », sur les-tirailleurs.fr (consulté le 13 décembre 2023)
5. 1 2  « Les troupes d'Afrique dans la guerre 39-40 », Historama, no HS 10 « Les Africains 1830-1960 »,‎ 1970
6. 1 2 3  André Truchet, L'armistice de 1940 et l'Afrique du Nord, Paris, Presses universitaires de France, 1955, 424 p. (lire en ligne), p. 370
7. 1 2  (en) Ian Summer et François Vauvillier, The French Army, 1939-45 (1), Osprey Military, coll. « Men-at-arms » (no 315), 1998 (ISBN 1-85532-666-3, 978-1-85532-666-8 et 1-85532-707-4, OCLC 49674512)
8. ↑  Jacques Sicard, « L'artillerie d'Afrique et ses insignes, 1re partie », Militaria Magazine, no 166,‎ mai 1995, p. 50-57
9. ↑  Jean-Yves Mary, Alain Hohnadel, Jacques Sicard et François Vauviller (ill. Pierre-Albert Leroux), Hommes et ouvrages de la ligne Maginot, t. 5 : Tous les ouvrages du Sud-Est, victoire dans les Alpes, la Corse, la ligne Mareth, la reconquête, le destin, Paris, Histoire & collections, coll. « L'Encyclopédie de l'Armée française » (no 2), 2009, 182 p. (ISBN 978-2-35250-127-5), p. 133
10. ↑  « Historique du 183e GRDI », sur grca.free.fr (consulté le 13 décembre 2023)